# Nuno Santos (calciatore 1999)
Nuno Miguel Valente Santos, noto semplicemente come Nuno Santos (Porto, 2 marzo 1999), è un calciatore portoghese, centrocampista del Vitória Guimarães.

## Caratteristiche tecniche
È un trequartista.

## Carriera

### Club
Nel luglio 2021 si trasferisce in prestito al Paços Ferreira.

### Nazionale
Ha giocato nelle nazionali giovanili portoghesi Under-16, Under-17, Under-18 ed Under-19.
Con la nazionale Under-20 portoghese ha preso parte al campionato mondiale di calcio Under-20 2019; in seguito ha giocato anche nella nazionale portoghese Under-21.